# مايومي كاواساكي
مايومي كاواساكي (باليابانية: 川崎真裕美؛ بالكانا: かわさき まゆみ) هي منافسة ألعاب القوى يابانية، ولدت في 10 مايو 1980 في كاساما في اليابان.

## وصلات خارجية
- مايومي كاواساكي على موقع الاتحاد الدولي لألعاب القوى (الإنجليزية)
- مايومي كاواساكي على موقع أوليمبيديا (الإنجليزية)